# حبيل بتار (حبيل جبر)

تعديل مصدري - تعديل

حبيل بتار هي إحدى قرى عزلة حبيل جبر بمديرية حبيل جبر التابعة لمحافظة لحج، بلغ تعداد سكانها 99 نسمة حسب تعداد اليمن لعام 2004.